# Cardonai Elfa empúriesi grófné
Cardonai Elfa (? – 1420), katalánul: Elfa de Cardona, Cardona grófnője, Empúries grófnéja, Albi bárónéja, Muri Jolán Lujza lunai grófné anyja. I. (Narbonne-i) Vilmos arboreai király (judex) harmadfokú unokatestvére.

## Élete
Édesapja I. Hugó (1330–1400), Cardona grófja. Édesanyja Luna Beatrix, akinek a szülei Pedro Martínez de Luna, Pola és Almonacid de la Sierra ura és Aragóniai Elfa (1340–1380 után) jéricai bárónő voltak. Cardonai Elfa tehát az anyai nagyanyja, Aragóniai Elfa után kaphatta a nevét, aki I. Péter (1302–1362) jéricai báró lányaként az aragón királyi dinasztia, a Barcelonai-ház jéricai ágából származott, miután I. Péter báró I. Jakab aragón királynak és 3. feleségének, Teresa Gil de Vidaure úrnőnek, akit 2. felesége, Árpád-házi Jolán halála után titokban vett feleségül, volt a dédunokája. Cardonai Elfa így I. Jakab aragón király 6. leszármazottja volt. Cardonai Elfa a szardíniai Arborea királyának (judex), II. Hugónak (–1335) az ükunokája is volt, annak lánya, Arboreai Bonaventura (–1375/78) révén, aki I. (Balzo/Baux) Eleonóra (1340–1404) arboreai királynő nagynénje is volt, és I. Péter jéricai báróhoz ment feleségül 1331-ben, valamint az ő lányuk volt Aragóniai Elfa, Cardonai Elfa nagyanyja. 
Cardonai Elfa két házasságot kötött. Első férje II. (Aragóniai) János (1375–1401), Empúries grófja, IV. Péter aragón király lányának, Johanna aragón infánsnőnek (1344–1385) volt a fia, de házasságuk gyermektelen maradt. Másodszor Acard Pere de Mur (–1415) albi báróhoz ment feleségül 1403-ban, aki a katalóniai Albi bárója lett 1404-ben, valamint Cagliari és Gallura kormányzója volt 1413-tól Szardíniában. A házasságukból egy fiatalon meghalt fiú és két lány született. Idősebb lányuk Jolán Lujza, míg kisebbik lányuk Valentina volt, aki Carles de Guevara felesége lett. Apja halála után Jolán Lujza 1415-ben megörökölte az Albi báróságot Katalóniában. Jolán Lujza első férje Ponç de Perellós (–1426), Tous várának az ura volt, akinek az anyja, Maria van Steenhoont, Bar Jolán aragóniai királynénak, I. (Vadász) János aragón király második feleségének az udvarhölgyeként teljesített szolgálatot. Ebből a házasságából Jolán Lujzának egy lánya született, Elfa de Perellós, aki unokatestvéréhez, Cardonai Hugóhoz (–1463), Bellpuig bárójához ment feleségül 1444-ben, és hat gyermekük született. 
Jolán Lujza másodszor Aragóniai Frigyes aragón és szicíliai trónkövetelőhöz, I. (Ifjú) Márton szicíliai király természetes fiához ment feleségül, de a házasságot titokban kötötték. Ebből a házasságból egy fia született, aki feltehetően meghalt a születése után nem sokkal. 

## Gyermekei
- 1. férjétől, II. (Aragóniai) Jánostól (1375–1401), Empúries grófjától, nem születtek gyermekei
- 2. férjétől, Acard Pere de Murtól (–1415), Albi bárójától, Cagliari és Gallura kormányzójától, 3 gyermek:
  - Acard (1403 után–1410)
  - Jolán Lujza (1403 után–1467), Albi bárónője, 1. férje Ponç de Perellós (–1426), Tous várura,[5] 1 leány, 2. férje Frigyes (1400/02–1438) lunai gróf, aragón és szicíliai trónkövetelő, I. (Ifjú) Márton szicíliai király természetes fia, 1 fiú:
    - (1. házasságából): Perellósi Elfa (–1495), Albi bárónője, férje a másodfokú unokatestvére, III. (Cardonai) Hugó (–1463), Bellpuig bárója, Ramon Folc de Cardona nápolyi alkirály nagybátyja, 6 gyermek:
      - Cardonai Maciana, férje Gaspar Joan de Josa, Madrona bárója
      - IV. (Cardonai) Hugó (–1514), Albi bárója, felesége Ballester Johanna, 1 leány:
        - Cardonai Johanna (–1560), Albi bárónője, férje Péter Lajos (–1540), Erill bárója, utódok

      - Cardonai N. (leány) (–1492 előtt)
      - Cardonai Acard (–1492 után)
      - Cardonai Paula (–1467 előtt)
      - Cardonai Eleonóra

    - (2. házasságából): Aragóniai N. (fiú) (megh. fiatalon)

  - Valentina, férje Carles de Guevara, Escalante ura